# Municipio de San Martín Jilotepeque
Municipio de San Martín Jilotepeque är en kommun i Guatemala.   Den ligger i departementet Departamento de Chimaltenango, i den centrala delen av landet, 30 km nordväst om huvudstaden Guatemala City.